# قط ركس

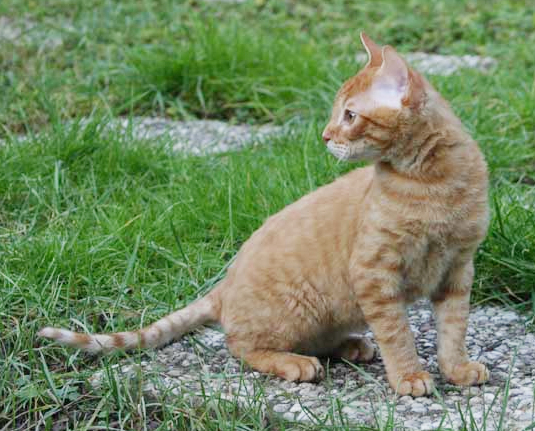

القط ركس (بالألمانية: German Rex) ظهر في ألمانيا من قط ذو معطف متجعد . ثم تناسل وبدا سلالة الكورنيش. المعطف ( الفراء ) سفلى متجعد ومتماوج وحريرى
وحتى الشوارب متجعدة.الجسم سيامى . الظهر مقوس وسيقان مستقيمة طويلة .الرأس مثلث وانف طويل مستقيم . اذنان كبيرتان بوضع عريض .عينان بيضاويتان. ذيل طويل نحيل عند الطرف مغطى بشعر متجعد.